# Provincia Veneta
La Provincia Veneta (in tedesco Provinz Venedig) era il nome del territorio della soppressa Repubblica di Venezia ceduto dalla Prima Repubblica francese alla Monarchia asburgica secondo i termini del Trattato di Campoformio del 1797 che pose fine alla guerra della Prima Coalizione. Il capoluogo della provincia era Venezia.

## Storia
Nel corso della Campagna d'Italia del 1796, la Signoria di Venezia del Doge Ludovico Manin aveva rifiutato un'alleanza con Napoleone, dopodiché Bonaparte occupò la città il 14 maggio 1797, portando alla caduta della Repubblica di Venezia. A sua volta per aver rinunciato a tutti i diritti sui Paesi Bassi meridionali e il riconoscimento della Repubblica Cisalpina francese, l'Imperatore Francesco II d'Asburgo ottenne il territorio veneziano conquistato, inclusa la Dalmazia, ad eccezione delle Isole Ionie.
In sostituzione della millenaria Repubblica di Venezia, questa nuova provincia del Veneto fu incorporata come parte separata dell'Arciducato d'Austria, tanto che non era parte del Sacro Romano Impero; Francesco assunse il titolo aggiuntivo di "Duca di Venezia". La provincia era retta da un governatore austriaco, ma continuò a utilizzare la precedente legislazione veneziana e mantenne la sua moneta, la lira veneziana. Il confine occidentale della provincia fu spostato a favore della Repubblica Cisalpina dal Trattato di Lunéville del 1801 e tracciato lungo il talweg del fiume Adige inferiore.
A differenza della precedente repubblica di 1100 anni, la provincia non ebbe una lunga esistenza. Dopo che la Grande Armée ebbe sconfitto le forze dell'Impero austriaco nella battaglia di Austerlitz, secondo il trattato di Presburgo Francesco dovette cedere il territorio al nuovo Regno d'Italia napoleonico.
Nel 1814 il Veneto tornò all'Austria per i termini dell'Atto finale del Congresso di Vienna e divenne parte della terra della corona di Regno Lombardo-Veneto.